# Судар (албум)
Судар је пети студијски албум Ане Станић, објављен 10. марта 2008. године. Садржи тринаест нумера и једну бонус песму. Албум је најављен песмом „Луда“, за коју је видео-спот режирао Андрија Дабић. Поред Станићеве, као текстописци се, између осталих, појављују и Арсен Дедић и Алка Вујица, а пет песама је написао Ђорђе Миљеновић.

## Списак песама
1. „Судар“ – 3:47
2. „Клинка“ – 3:16
3. „Више ниси мој“ feat. Sky Wikluh – 3:51
4. „Непоправљива“ – 4:28
5. „Љубав до неба“ – 3:53
6. „И то је љубав“ – 3:37
7. „Хотел“ – 3:45
8. „Луда“ – 3:52
9. „Знам“ – 3:46
10. „Опасан“ – 3:20
11. „Бежим од себе“ – 3:27
12. „Реци ми све“ – 1:14
13. „Биоскоп“ – 4:41
14. „Удахни ме“ – 3:13 (бонус песма)

## Видео спотови
Албуму „Судар“ је претходио спот за песму „Луда“ који је сниман у Београду, у режији Андрије Дабића. Видео за песму „Љубав до неба“ сниман је у Њујорку. Уз помоћ стилисте Пеђе Говедарице, Станићева је ангажовала продуцентску кућу која је обезбедила статисте и локације. За сцену су изабрани Бруклин, њујоршки ноћни клуб Bijoux и кров зграде у којој се тај клуб налази.